# ألكسندر ستانكوف
ألكسندر ستانكوف (بالبلغارية: Александър Станков)‏ هو لاعب كرة قدم ومدرب كرة قدم بلغاري في مركز الوسط، ولد في 3 سبتمبر 1964 في صوفيا في بلغاريا.